# 존 레이튼 스튜어트
존 레이튼 스튜어트(영어: John Leighton Stuart, 중국어: 司徒雷登, 병음: Sītú Léidēng 시투레이덩[*], 1876년 6월 24일 ~ 1962년 9월 19일)는 중국 옌칭 대학의 초대 총장과 중화민국 주재 미국 대사를 지낸 미국의 선교사이다.

## 생애
존 레이튼 스튜어트는 항저우에서 장로교 선교사의 아들로 태어났다. 11세의 나이로 미국의 학교에서 수학하였고, 장로교 선교회에 안수되어 1904년 부인과 중국으로 떠나 1908년부터 1919년까지 난징의 신학교에서 신약성경을 가르쳤다. 그는 그리스어 신약성경을 중국어로 쓰고 신약성경의 그리스어-중국어 사전을 편집하였다.
1919년 기독교 대학들의 합동에 의하여 설립된 옌칭 대학의 초대 총장이 되었다. 스튜어트의 28년간 총장 기간 동안에 옌칭은 중국에서 현저한 사립 대학이 되어 다른 12개의 기독교 대학들을 위한 비준을 세웠다. 하버드 대학교와 프린스턴 대학교로 인연들과 함께 그 대학은 베이징 외부에 그 화려한 새로운 캠퍼스를 위한 미국의 기부자들로부터 관대한 성원을 받았다.
1920년대 학생들의 반기독교 운동이 일어나는 동안에 스튜어트는 보호를 받을 수 있는 대학을 베이징으로 옮기는 것을 거부하였다. 아직 자신이 학생들의 애국주의와 중국에서 사회적 변화를 위한 필요함을 성원하는 동안 그는 혁명적 정치의 견고한 상대를 남겼다. 그의 첫 위임은 기독교인의 더 높은 교육으로였다. 1920년대에 그는 중국 시민 투쟁의 모든 편들과 우호의 발달에 노력하였다. 1948년 만큼 늦게 봐서 대학이 경영에 희망을 두고 그는 공산당 정부에게 숙박 설비를 주장하였다.
스튜어트는 1937년 일본군에 의하여 대학이 점령된 후 대학에 남아있었고 진주만 공격 이후에 구금되어 다른 이들이 배상금을 부인한 이유로 그 제공을 거부하였다. 1945년 8월 석방되어 대학의 총장으로 다시 시작하였다.
그는 1946년 중화민국 주재 미국 대사로 지내면서 장기적과 두드러진 경력을 넣었으며, 중국의 평화 유지 활동에서 자신이 보조한 조지 마셜 장군에 의한 게시를 위한 추천을 하였다. 국공 내전에서 공산당이 승리하면서 그는 미국으로 귀국하였다.
2008년 11월 그의 유해는 워싱턴 D. C.에서 항저우로 옮겨져 안치되었다.